# Gorjanka (vattendrag i Vitryssland)
Gorjanka (ryska: Горянка) är ett vattendrag i Belarus.   Det ligger i voblasten Mahiljoŭs voblast, i den nordöstra delen av landet, 270 km öster om huvudstaden Minsk.
I omgivningarna runt Gorjanka växer i huvudsak blandskog. Runt Gorjanka är det ganska glesbefolkat, med 22 invånare per kvadratkilometer.